# 펜탁스 K200D
펜탁스 K200D(Pentax K200D)는 2008년 1월 24일에 발표된 1020만 유효 화소 디지털 SLR이다. 펜탁스 KAF2 마운트를 가지며 펜탁스 K100D, 펜탁스 K110D의 후속 모델이다.
비슷한 가격대의 DSLR로는 예외적으로 방진방습 기능이 있다.

## 사진

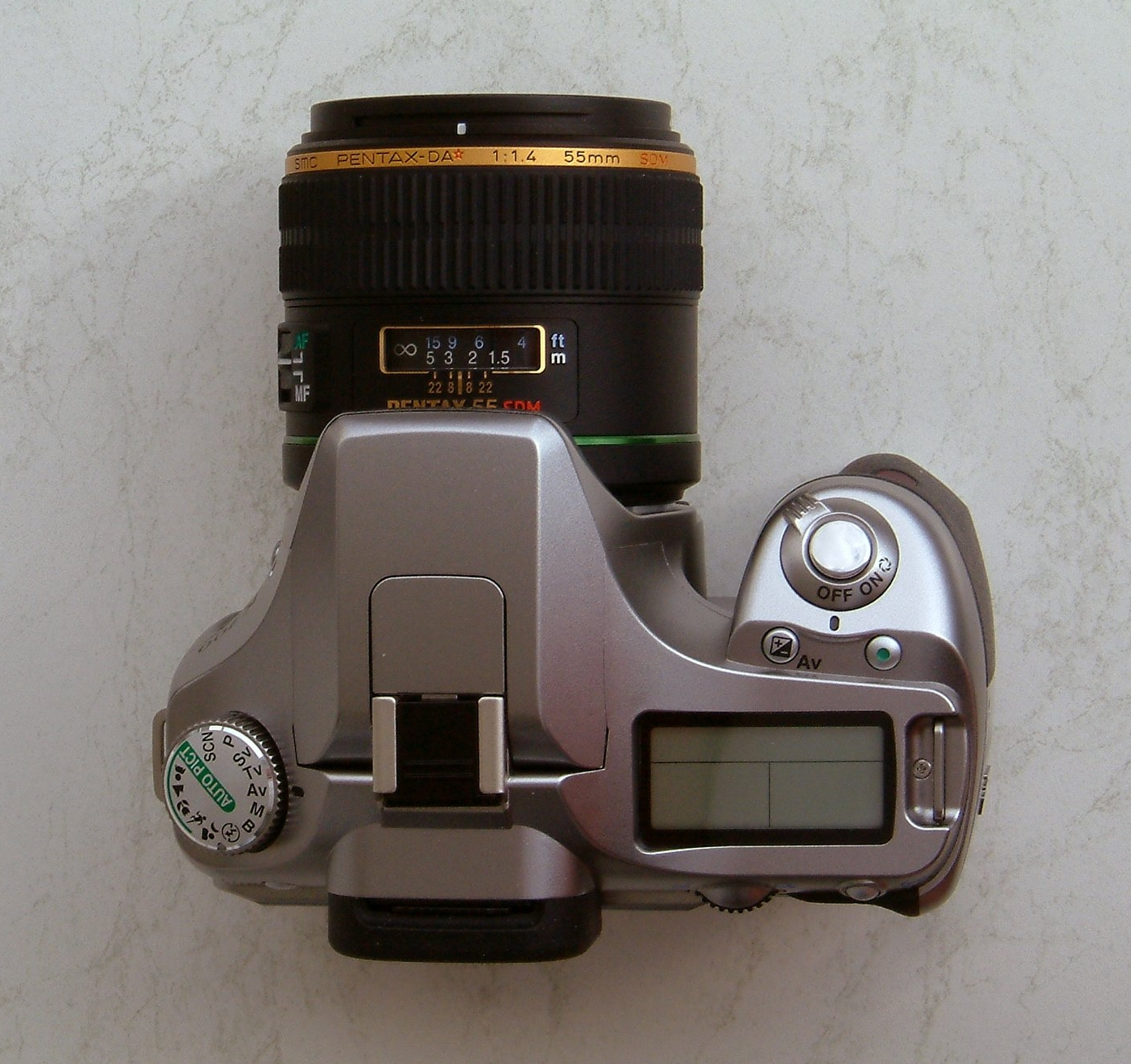
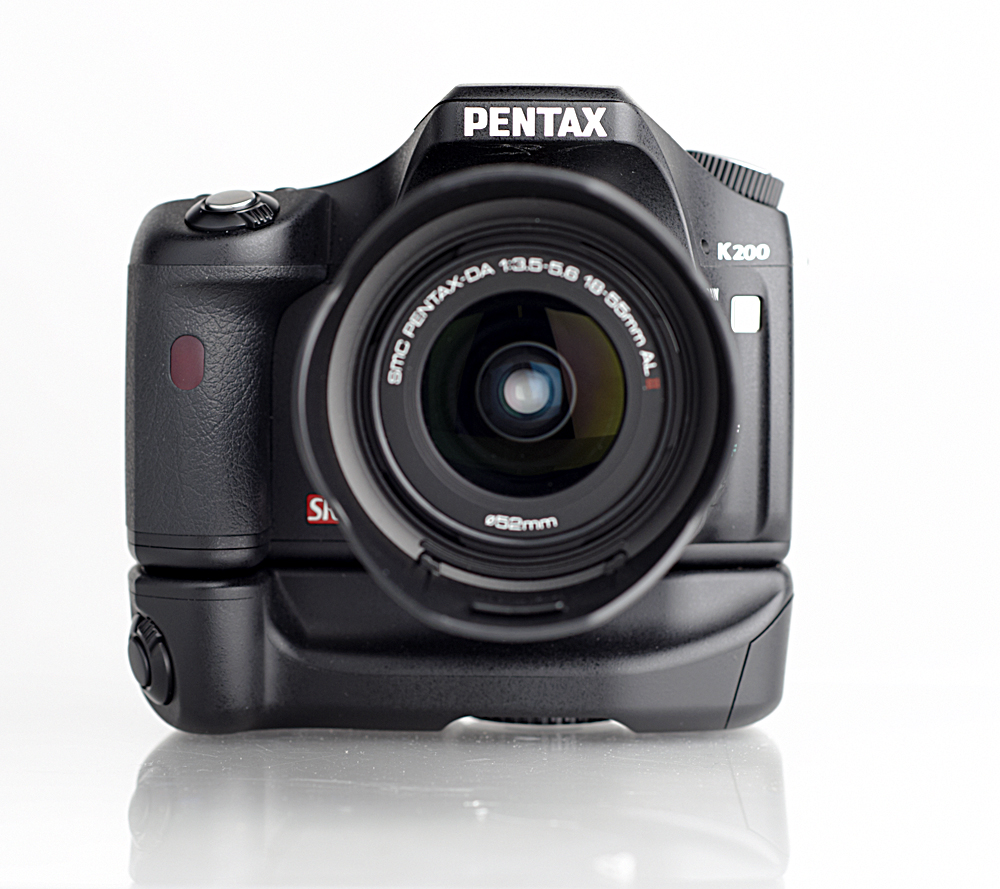
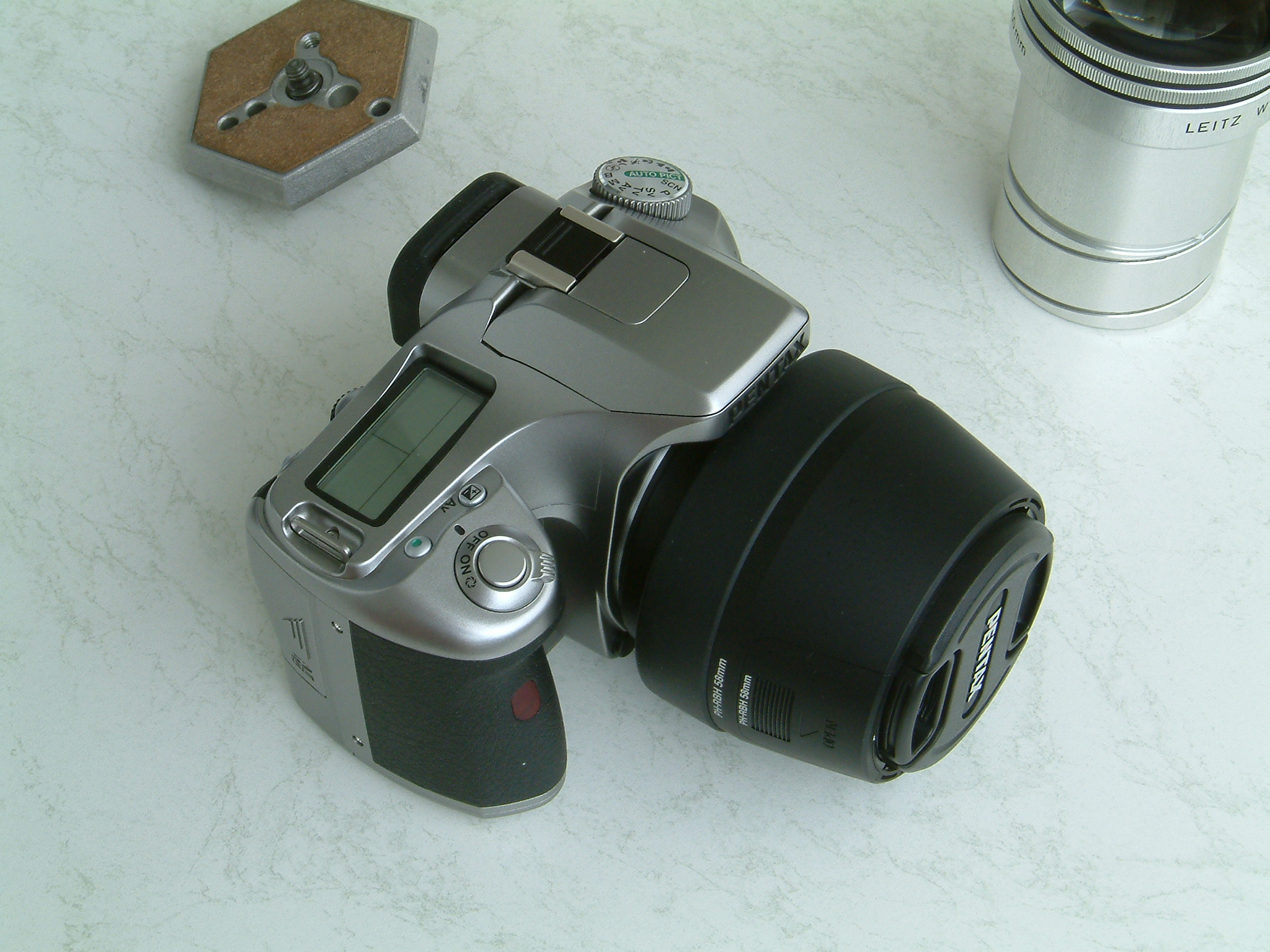
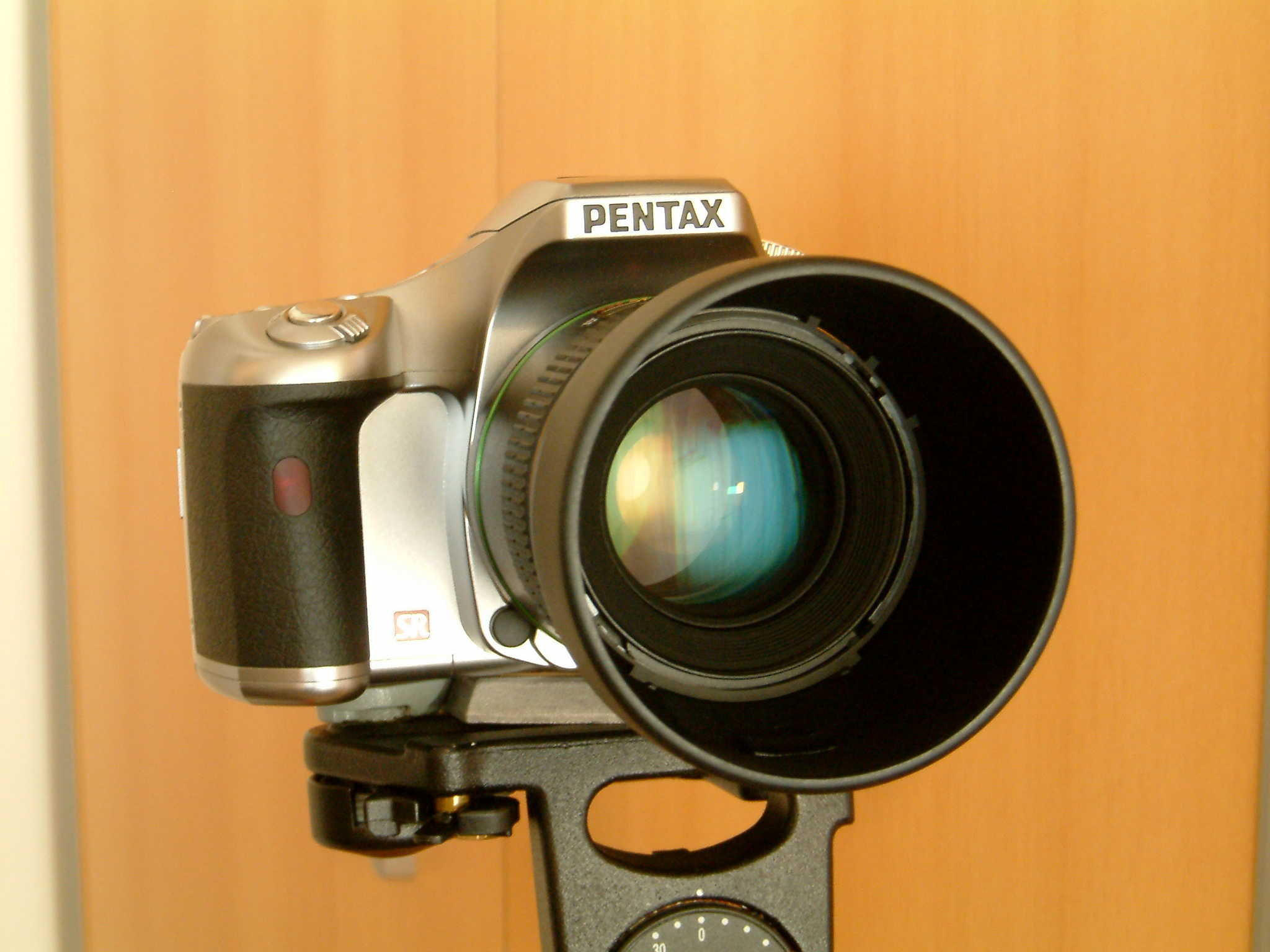